# Óscar de la Hoya
Óscar de la Hoya (4 de febrer de 1973) és un boxador i cantant estatunidenc d'ascendència mexicana.
Fill d'un púgil i d'una cantant, de petit passà la seva infància a Califòrnia, i en l'adolescència es va inclinar cap a la boxa. La seva etapa més important com a boxejador va ser principalment a la dècada dels anys 1990. Es va donar a conèixer en els jocs olímpics de Barcelona del 1992, on va guanyar la medalla d'or en la categoria de pes lleuger, i es va guanyar el renom de golden boy.

## Carrera esportiva
Va començar com a boxador amateur, i com a tal va guanyar més de 200 combats. Golden boy ha fet història en el món de la boxa, ja que ha estat el primer púgil a ostentar 6 cinturons. Té una gran quantitat de reconeixements i títols de campió, però el més important ha estat la medalla d'or en els Jocs Olímpics de Barcelona'92.
Després d'aquest triomf, the Golden Boy va passar a la categoria de professional, on va exhibir la seva forma característica de boxejar, basada a donar i no rebre. La seva carrera professional, només va tenir una taca negra, la derrota per punts davant el campió de la federació internacional de boxa, el 1999.
Va crear l'empresa "Golden Boy", per la preparació de combats de boxadors llatins.

## Carrera musical
El 1999 també va començar la seva trajectòria com a cantant, va treure un disc amb el seu propi nom: "Óscar de la Hoya". Era un treball heterogeni entre balades i música dance.